# Pinga (Fußballspieler, 1981)
André Luciano da Silva, genannt Pinga, (* 27. April 1981 in Fortaleza) ist ein ehemaliger brasilianischer Fußballspieler, er spielte auf der Position eines Mittelfeldspielers.
Pinga verbrachte seine ersten Karrierejahre in seiner Heimat Brasilien, bevor er zur Saison 1999/2000 zum Torino Calcio in die italienische Serie A wechselte. In der ersten Saison stieg Turin in die Serie B ab, jedoch blieb Pinga beim Verein und kam nun auch regelmäßig zum Einsatz. Turin gelang der direkte Wiederaufstieg, trotzdem wurde Pinga an den Zweitligisten AC Siena ausgeliehen. In Siena spielte er (mit einer kleinen Unterbrechung) zwei Spielzeiten lang in der Stammformation, ehe er zur Saison 2003/04 zum inzwischen wieder zweitklassigen Torino Calcio zurückkehrte. Hier blieb er zwei weitere Jahre, ehe er zum überraschenden Erstligaaufsteiger FBC Treviso ging. Nach dem direkten Wiederabstieg des Klubs wechselte er zurück nach Brasilien zum SC Internacional aus Porto Alegre. 2007 nahm er ein Angebot aus Abu Dhabi an und spielte für die Saison bei Al Wahda. Nach Ende der Saison wechselte er 2008 für zwei Saisonen zum Verein Al-Ahli Dubai. In der Saison 2012/13 wechselte er zum Verein al-Dhafra. 2013 stand er beim Verein FC Santos unter Vertrag, 2014 beim Verein América FC, wo er nach der Saison seine aktive Laufbahn beendete.